# COVID-19-Pandemie in Oman
Die COVID-19-Pandemie in Oman tritt als regionales Teilgeschehen des weltweiten Ausbruchs der Atemwegserkrankung COVID-19 auf und beruht auf Infektionen mit dem Ende 2019 neu aufgetretenen Virus SARS-CoV-2 aus der Familie der Coronaviren. Die COVID-19-Pandemie breitet sich seit Dezember 2019 von China ausgehend aus. Ab dem 11. März 2020 stufte die Weltgesundheitsorganisation (WHO) das Ausbruchsgeschehen des neuartigen Coronavirus als Pandemie ein.

## Verlauf
Am 24. Februar 2020 wurden die ersten beiden COVID-19-Fälle im Sultanat Oman bestätigt. Einen Monat später (25. März) waren es über 100, am 14. April über 1.000 und am 14. Mai 2020 über 5.000 Infzizerte. Bis Ende des Monats stieg die Zahl auf 10.000, Anfang Juli waren es 50.000 und Anfang Oktober 100.000 gemeldete Fälle.
Der erste Todesfall trat am 30. März auf, am 24. April waren es 10 und am 15. Mai 20 gemeldete Tote. Der 50. Tote wurde Ende Mai gemeldet, der 100. Tote Mitte Juni, der 500. Tote Anfang August und der 1000. Todesfall Anfang Oktober 2020.

## Statistik
Die Fallzahlen entwickelten sich während der COVID-19-Pandemie in Oman wie folgt:

### Infektionen

Bestätigte Infizierte in Oman nach Daten der WHO. Oben kumuliert, unten Tageswerte

### Todesfälle

Bestätigte Todesfälle in Oman nach Daten der WHO. Oben kumuliert, unten Tageswerte